# 바수데바
바수데바(산스크리트어: वासुदेव), 후에 바수데바-크리슈나(Vāsudeva-Kṛṣṇa, "크리슈나, 바수데바의 아들")로 통합된 크리슈나-바수데바 또는 간단히 크리슈나는 마투라 지역의 브리슈니족 왕 바수데바 아나카둔두비의 아들이었다.  그는 브리슈니 영웅들의 주요 구성원이었고, 마투라 지역의 역사적인 지배자였을 가능성이 높다.
바수데바파는 기원전 8세기에서 6세기경 인도에서 브라만교가 쇠퇴하면서 나타났다. 바수데바는 이후 인도에서 개인 신 숭배의 가장 초기 형태 중 하나가 되었으며, 기원전 4세기경부터 증명되었다. 그 당시 바수데바는 이미 신으로 간주되었는데, 파니니의 저작에서 아르주나와 함께 숭배 대상으로 나타나며, 파니니는 바수데바카가 바수데바의 신봉자(박타)라고 설명한다.
기원전 2세기 말까지 바수데바는 "신들의 신"인 데바데바(Devadeva), 즉 최고신으로 간주되었으며, 그의 상징은 신화 속 새인 가루다였다. 이는 헬리오도로스 기둥 비문에서 알 수 있다. 그리스 대사이자 신봉자인 헬리오도로스가 세운 이 기둥은 바수데바가 인도-그리스인들로부터도 헌납을 받았으며, 그들이 아가토클레스 디카이오스 (기원전 190–180년)의 주화에 그를 묘사했음을 보여준다. 땅, 공간, 하늘을 잇는 헬리오도로스 기둥은 "우주 축"을 상징하며 신의 우주적 총체성을 표현하는 것으로 여겨진다. 기둥 옆에는 거대한 바수데바 사원이 발견되었는데, 그곳에서 그 신화화된 친족인 브리슈니 영웅들과 함께 숭배되었다.
바수데바의 운동은 나라야나, 슈리, 락슈미의 종교 운동과 함께 주요 독립 종교 운동 중 하나였으며, 이후 합쳐져 비슈누파를 형성했다. 바수데바 운동이 확립된 후, 브리슈니족은 자신들의 영웅신인 크리슈나를 가졌던 야다바족과 융합되었다. 초기 크리슈나는 마하바라타에서 야다바 왕국인 드바라카 (현대 드와르카의 구자라트주)의 우두머리로 묘사된다. 융합된 바수데바-크리슈나 종교 운동은 초기 크리슈나파 역사에서 중요한 전통 중 하나가 되었으며, 비슈누의 8번째 아바타라인 크리슈나의 통합된 숭배의 주요 구성 요소가 되었다. 비슈누파 교리의 아바타라에 따르면, 비슈누는 세상을 구하기 위해 다양한 형태를 취하며, 바수데바-크리슈나는 이러한 형태 중 하나이자 가장 인기 있는 형태 중 하나로 이해되었다. 이 과정은 바수데바가 독립적인 신이었던 기원전 4세기부터 비슈누가 통합된 비슈누파 운동의 중심 신으로 훨씬 더 중요해지고 바수데바-크리슈나가 그의 현현 중 하나가 된 서기 4세기까지 지속되었다.
"바수데바"는 금석문 기록과 파니니의 저작과 같은 가장 초기의 문헌 자료에 나타나는 이름이다. 바수데바가 언제 정확히 "크리슈나"와 연관되었는지는 알려져 있지 않다. "바수데바"와 "크리슈나"라는 이름 사이의 연관성은 서기 3세기에 완성된 마하바라타와 하리밤사에서 나타나기 시작하며, 이들 저작에서 "바수데바"는 크리슈나의 부칭으로, 그의 아버지는 바수데바 아나카둔두비로 불린다. "바수데바-크리슈나"는 "바수데바의 아들 크리슈나"를 지칭하며, 길어진 형태의 "바수데바"는 브리디 파생어의 짧은 형태인 "바수데바"로 바수데바 아나카둔두비를 의미하며, 산스크리트어에서 "누구의, 누구에게 속하는, 누구의 후손인"을 의미하는 매우 흔한 형태이다.

## 진화

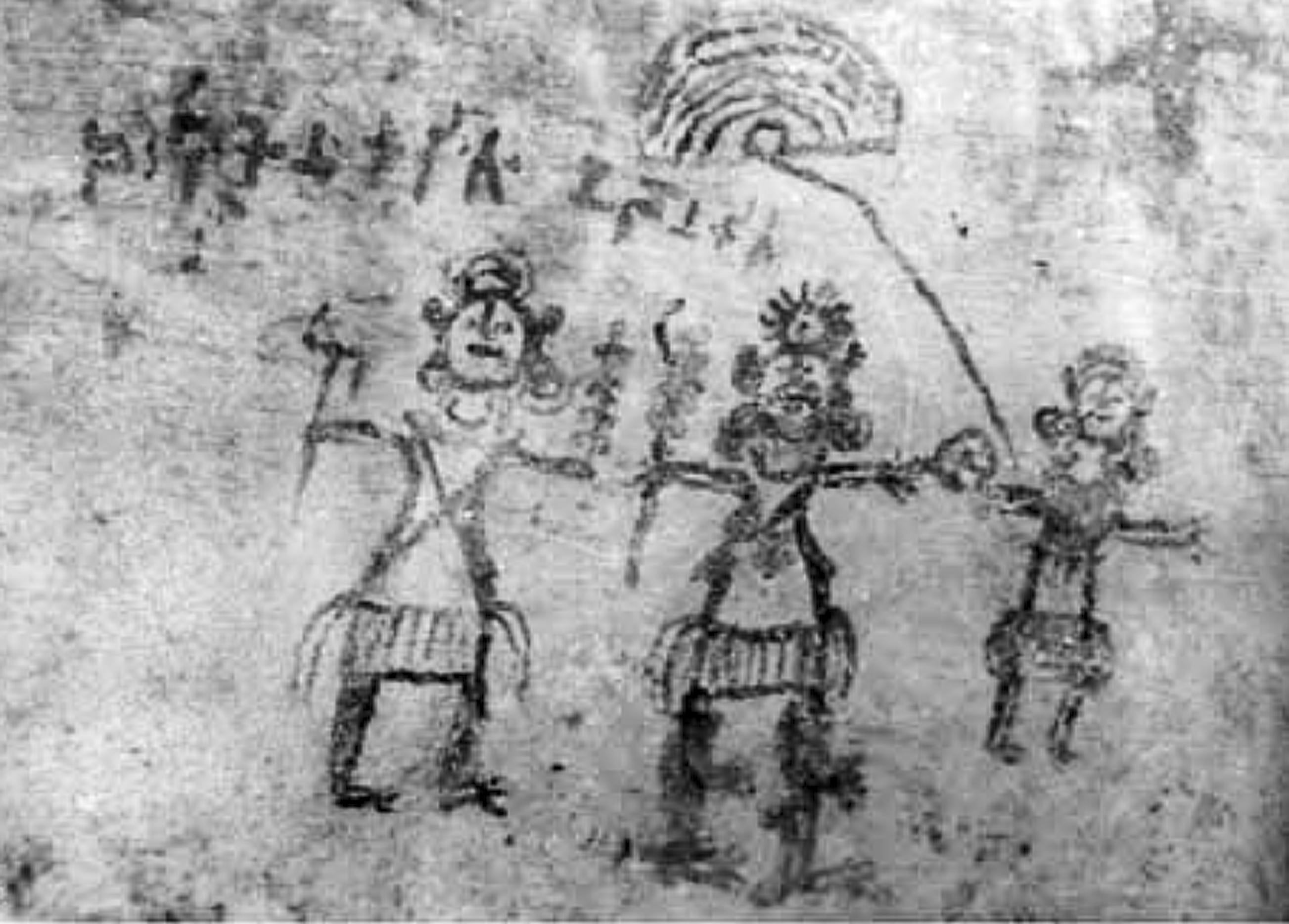
상카르샤나, 바수데바, 그리고 여신 에카남샤가 티클라의 바위 그림에 묘사되어 있다, 기원전 3~2세기

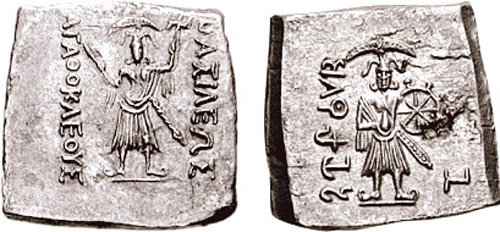
아가토클레스 디카이오스의 동전 (기원전 190–180년), 앞면에는 상카르샤나, 뒷면에는 바수데바가 새겨져 있다

바수데바 숭배의 대상은 처음에는 브리슈니 씨족의 전사 영웅인 바수데바였다. 바수데바는 나중에 "바수데바" (즉, "바수데바의 아들", 즉 바수데바 아나카둔두비), 마투라 지역의 브리슈니 씨족의 왕으로 알려지게 되었다. 바수데바는 역사적으로 브리슈니족 또는 사트바타족의 일원으로 여겨지며, 그들을 따르는 이들은 자신들을 바가바타라고 불렀다. 이 종교는 메가스테네스와 카우틸랴의 아르타샤스트라의 증거에 따르면 기원전 4세기와 기원전 2세기 (파탄잘리의 시대) 사이에 형성되었으며, 바수데바는 강력한 일신교적 형태로 최고신으로 숭배되었고, 최고 존재는 완벽하고 영원하며 은혜로 가득했다. 숭배 집단 외부의 많은 자료에서는 신봉자 또는 바크타가 바수데바카로 정의된다.

### 신으로서의 진화

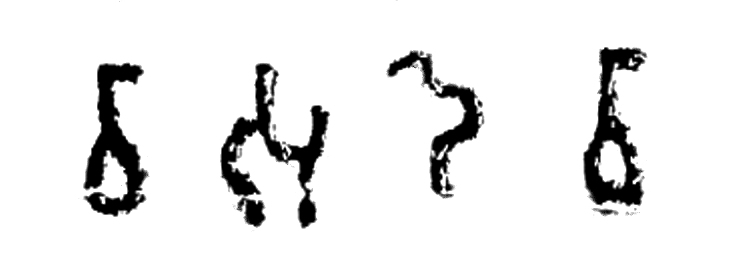
브라흐미 문자로 새겨진 바수데바 (𑀯𑀸𑀲𑀼𑀤𑁂𑀯𑀸)의 이름, 고순디 비문에서, 기원전 1세기

바수데바 숭배는 마투라 지역의 브리슈니 씨족에 속한 역사적 인물에 대한 숭배에서 진화했을 수 있다. 그는 5명의 "브리슈니 영웅들" 중 한 명으로 알려져 있다.
영웅신 바수데바가 단계적으로 비슈누파 신으로 진화했을 것으로 추정된다:
1. 바수데바가 지도자였던 브리슈니 영웅들의 신격화
2. 신 나라야나-비슈누와의 연관성
3. 신의 연속적인 발산이라는 비유하 개념으로 편입.
문헌에서 브리슈니 영웅들과 바수데바는 기원전 4세기경 파니니의 아슈타디아이 6.2.34절에 언급되는 반면, 크리슈나는 마하바라타 3.187.51절에서 크리슈나 바르슈네야로 언급된다. 금석학적으로, 바수데바의 신격화된 지위는 아가토클레스 디카이오스 (기원전 190–180년)의 주화에 나타나는 것과 헬리오도로스 기둥 비문의 헌신적인 성격으로 확인된다. 나중에, 나라야나 (비슈누)와의 연관성은 기원전 1세기 하티바다 고순디 비문에서 확인된다. 일반적으로 "기원 전후에 바수데바, 비슈누, 나라야나 숭배가 합쳐졌다"고 여겨진다. 서기 2세기경에는 "아바타라 개념이 초기 단계"였고, 쿠샨 제국 말기 마투라 미술에서 바수데바와 삼바를 제외한 브리슈니 영웅들을 포함한 비슈누의 네 가지 발현(차투르뷰하) 묘사가 나타나기 시작한다.
하리밤사는 크리슈나 바수데바, 상카르샤나, 프라디움나, 아니루다 간의 복잡한 관계를 묘사하며, 이는 나중에 비슈누의 주요 사중 확장 또는 차투르 비유하라는 비슈누파 개념을 형성하게 된다.
바수데바는 또한 온화함과 강인함의 자질과도 연관되어 있다.

### 다른 전통과의 융합
바수데바-크리슈나 전통은 고팔라 크리슈나와 같은 다른 고대 전통과 별개로 간주되며, 이는 역사 발전의 후기 단계에서 합병되었다. 일부 초기 학자들은 이를 바가바티즘과 동일시한다. 크리슈나 바수데바 숭배는 궁극적으로 바가바타파, 고팔라 크리슈나 숭배, 또는 발라 크리슈나 숭배와 같은 다양한 전통과 융합되어 현재의 크리슈나파의 기초를 형성했다:
"오늘날의 크리슈나 숭배는 다양한 요소들의 혼합이다. 역사적 증언에 따르면 크리슈나-바수데바 숭배는 이미 그리스도 몇 세기 전부터 마투라와 그 주변에서 번성했다. 두 번째 중요한 요소는 크리슈나 고빈다의 숭배이다. 그보다 늦은 것이 발라-크리슈나, 즉 신성한 아기 크리슈나의 숭배인데, 이는 현대 크리슈나파의 상당히 두드러진 특징이다. 마지막 요소는 고피의 연인 크리슈나 고피야나발라바였으며, 그들 중 라다가 특별한 위치를 차지한다. 일부 책에서는 크리슈나가 바가바타교의 창시자이자 첫 번째 스승으로 제시된다."— 클라우스 클로스터마이어, 힌두교 개요

## 인도의 헤라클레스

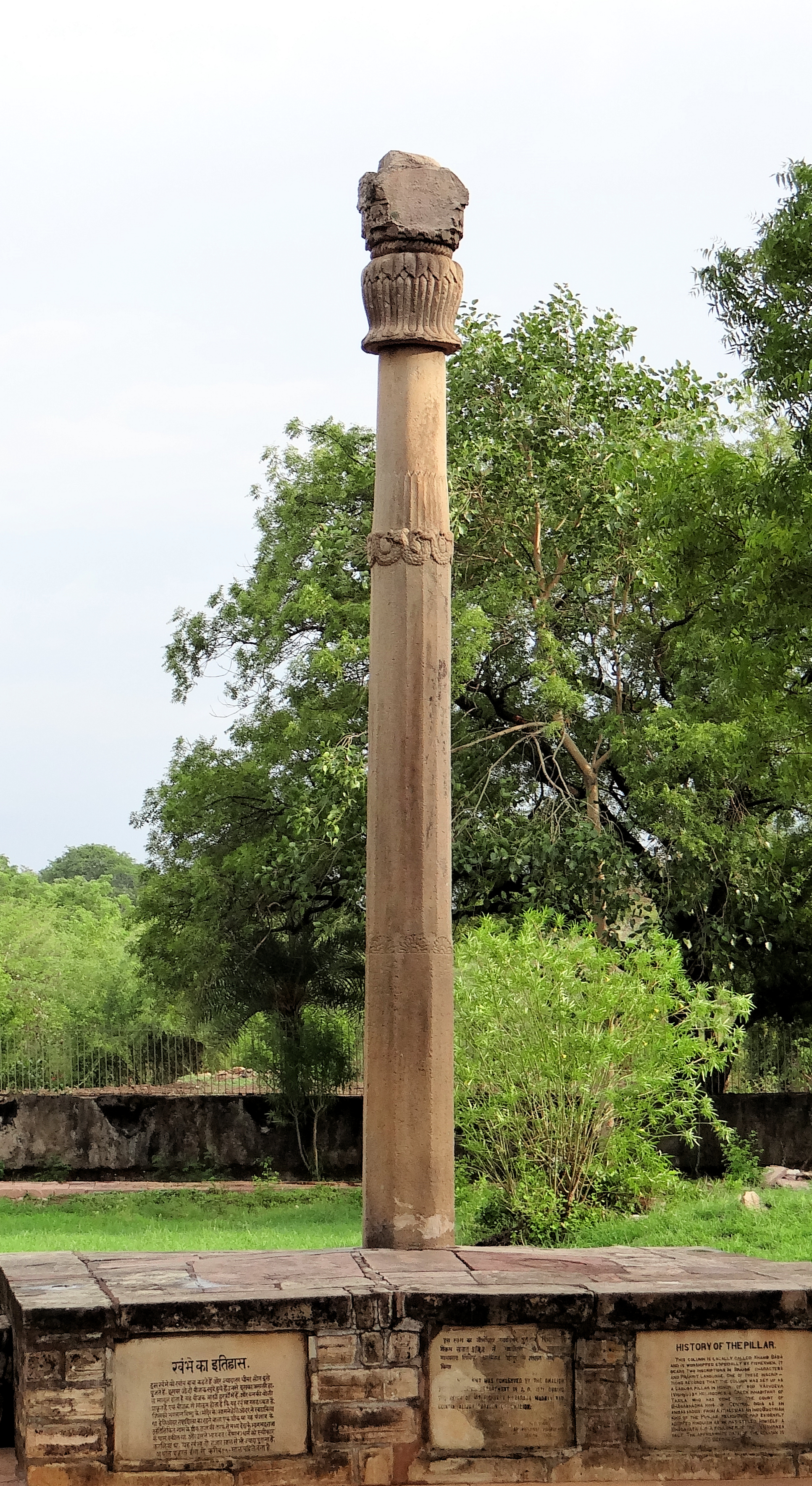
비디샤에 바수데바의 이름으로 세워진 헬리오도로스 기둥

아리아노스는 그의 저서 인디카에서 메가스테네스의 이전 저서 동명을 인용하여, 제우스의 아들 헤라클레스가 인도에 왔으며 현지인들에게 '토착' 인도 신으로 숭배되었다고 주장한다. 이 언급은 바수데바를 가리키는 것으로 이해된다.
그러나 전설에 따르면 인도까지 이르렀던 헤라클레스는 인도인들 스스로 '토착민'이라고 불렸다. 이 헤라클레스는 주로 인도 부족인 수라세니아인들에게 숭배되었는데, 그들 중에는 메토라와 클레이소보라라는 두 큰 도시가 있으며, 항해 가능한 요바레스 강이 그들의 영토를 흐른다.— 파라 VIII, 아리아노스의 인디카

그러나 아리아노스 자신은 헤라클레스에 대한 이야기를 믿을 만하다고 여기지 않으며 다음과 같이 말한다:
누군가 이 말을 믿는다면, 적어도 테베의 헤라클레스가 아니라 티레나 이집트의 헤라클레스, 또는 인도 근처 고지대에 살았던 위대한 왕일 것이다.— 파라 V, ibid

메가스테네스가 "하리-크리슈나"라는 말을 "헤라클레스"로 잘못 들었을 가능성이 제기되었다. 우핀데르 싱에 따르면, "바수데바-크리슈나는 그리스 신 헤라클레스와 가장 유사한 인도 신이었다."

## 헬리오도로스 기둥과 바수데바 사원 (기원전 115년경)
바수데바 숭배는 마투라 지역을 훨씬 넘어 빠르게 확산되었는데, 이는 비디샤에 있는 인도 왕의 궁정에 파견된 인도-그리스 왕국 대사가 바수데바의 이름으로 세운 헬리오도로스 기둥이 보여준다.
헬리오도로스 기둥에서 바수데바는 데바데바, 즉 "신들의 신", 최고신으로 묘사된다. 해리 팔크에 따르면, 외국 신에게 헌납하는 것은 그리스인들에게는 그들의 힘을 전유하는 논리적인 관행이었다: "안티알키다스 시대에 헬리오도르가 바수데바를 숭배한 것은 힌두교로의 "개종"으로 여겨져서는 안 되며, 오히려 가장 유용한 지역의 힘을 찾고, 외국 복장으로 자신들의 전통을 유지하려는 노력의 결과로 보아야 한다."
바수데바 또는 브리슈니 영웅들에게 헌정된 것으로 추정되는 큰 사원도 비디샤의 헬리오도로스 기둥 옆에서 발견되었다. 사원은 30x30미터 크기였고 벽은 2.4미터 두께였다. 도자기 발굴은 사원이 기원전 2세기로 거슬러 올라간다는 것을 확인시켜 주었다. 그 아래에 있는 더 오래되고 작은 타원형 사원 구조는 아마 기원전 3세기 말로 거슬러 올라간다.

## 나네가트 비문 (기원전 1세기)
기원전 1세기경으로 추정되는 나네가트 비문은 상카르샤나와 바수데바, 그리고 베다 신들인 인드라, 찬드라, 그리고 네 명의 로카팔라 수호신인 야마라자, 바루나, 쿠베라와 바사바를 언급한다. 이는 베다 전통과 비슈누파 전통 사이의 연결고리를 제공했다. 돌에 새겨져 있고 기원전 1세기로 거슬러 올라가는 점을 감안할 때, 이는 기원전 1천년 후반의 베다 시대 이후 종교 사상과 서기 1천년 후반으로 추정되는 푸라나와 같은 신뢰할 수 없는 매우 다양한 텍스트에서 발견되는 사상 사이의 연결고리를 제공했다. 이 비문은 사타바하나 왕조의 이름과 전성기를 제공하는 신뢰할 수 있는 역사적 기록이다.

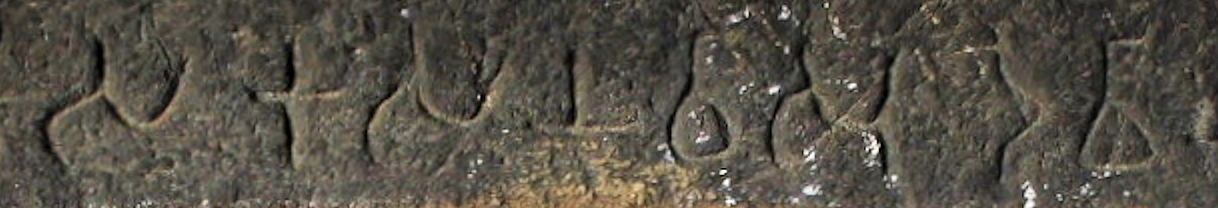
나네가트 동굴 비문에 새겨진 상카르샤나 (𑀲𑀁𑀓𑀲𑀦)와 바수데바 (𑀯𑀸𑀲𑀼𑀤𑁂𑀯𑀸)

비문의 첫 번째 헌정 문구는 다음과 같이 언급한다:
찬미(싯담)를 다르마에게, 숭배를 인드라에게, 위엄을 갖춘 달의 자손 ("찬드라")인 상카르샤나와 바수데바에게, 그리고 세계 사방의 수호신 ("로카팔라")인 야마, 바루나, 쿠베라, 바사바에게; 찬미를 왕자들 중 최고인 베디슈리에게!— 나네가트 비문의 첫 줄

## 고순디 비문
바수데바와 상카르샤나는 기원전 1세기 하티바다 고순디 비문에서도 언급된다:

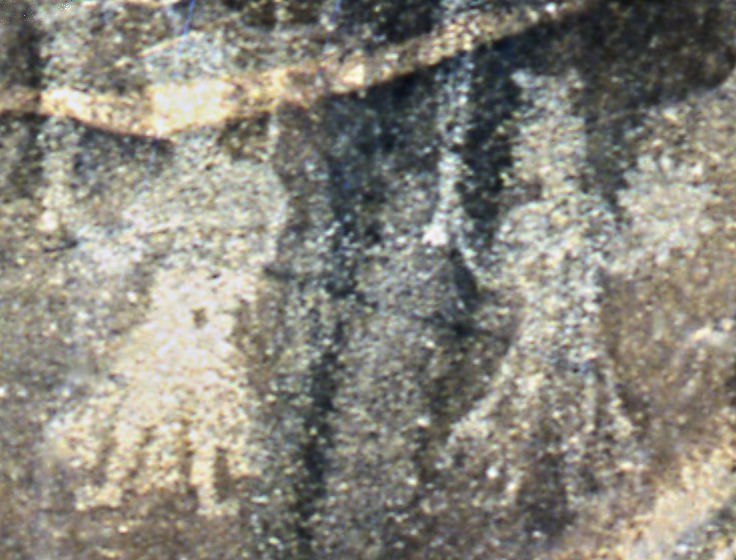
(발라)라마와 크리슈나가 칠라스에 있는 그들의 속성들과 함께 있다. 근처의 카로슈티 문자 비문에는 라마 [크리]샤라고 적혀 있다. 서기 1세기.

(이) 돌 (대상) 주위의 담장, 나라야나-바티카 (복합체)라고 불리며, 정복되지 않고 모든 것의 주인인 신성한 상카르샤나-바수데바를 위한 것이다. 이는 가자야나 출신으로 파라사라고트라 여인의 아들이며, 바가바트 (비슈누)의 신봉자이고 아슈바메다 희생제를 행한 사르바타타 (왕)에 의해 만들어졌다.
– 고순디 하티바다 비문, 기원전 1세기

## 칠라스 페트로글리프
파키스탄 북서부 아프가니스탄 국경 근처에 있는 1세기 전반으로 추정되는 칠라스 II 고고학 유적지에는 많은 불교 이미지와 함께 두 남성이 새겨져 있다. 두 남성 중 큰 남성은 양손에 쟁기와 곤봉을 들고 있다. 이 예술 작품에는 카로슈티 문자로 된 비문도 함께 새겨져 있는데, 학자들은 이를 라마-크리슈나로 해독했으며, 두 형제 발라라마와 크리슈나의 고대 묘사로 해석했다.

## 마투라의 바수데바 사원 (서기 15년경)

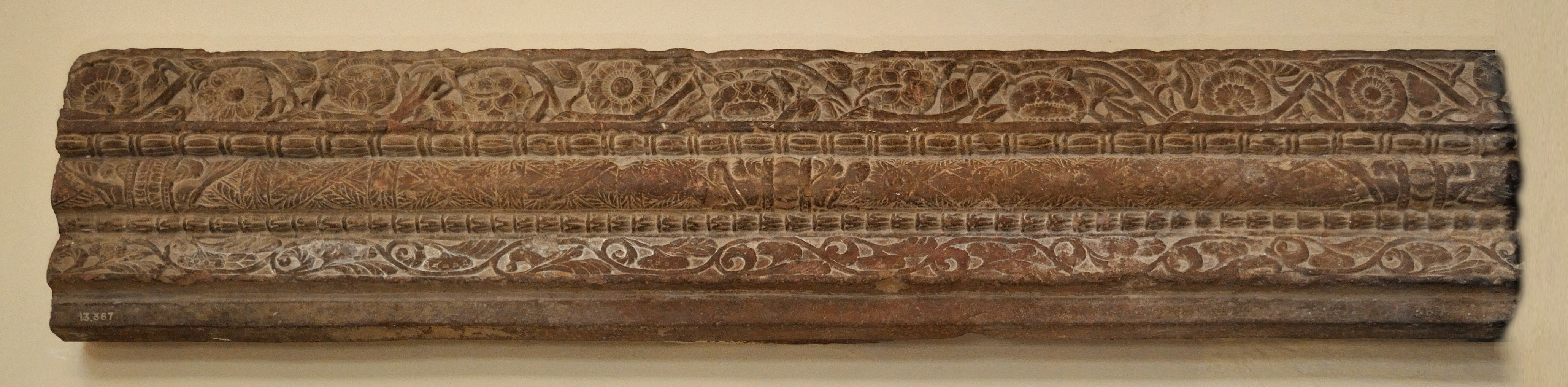
바수데바에게 헌정된 바수 도어잼 비문, "소다사의 통치 시기"에 마투라에서 제작됨, c. 15 CE. 마투라 박물관, GMM 13.367

바수 도어잼 비문은 마투라의 중요한 초기 산스크리트어 비문이다. 살로몬에 따르면, 소다사의 시대에 대한 언급은 "서기 1세기 초로 합리적으로 확실하게 날짜가 정해진다". 바수, 사원, 베디카, 토라나(문)에 대한 언급은 대규모 사원 건축 전통이 서기 시작까지 마투라 지역에서 유행했음을 확인하는 중요한 증거이다. 또한 이 시기에 바수데바 전통의 인기를 증명한다. 우타르프라데시주의 소다사 바수 도어잼 비문은 마디아프라데시주의 베스나가르 헬리오도로스 기둥, 라자스탄주의 하티바다 고순디 비문, 마하라슈트라주의 나네가트 비문과 같은 다른 비문 증거와 함께 고려할 때, 바수데바 숭배가 기원전 1세기부터 서기 초까지 넓은 지역에 퍼져 있었음을 시사한다.
퀸타닐라에 따르면, 바수 도어잼과 비문은 소다사 시대의 "가장 중요하고 가장 아름다운 유물 중 하나"이며, 아마도 "바수데바 사원"에서 나온 것일 것이다. 문설주에 새겨진 조각은 세 가지 엮인 구성으로 이루어져 있다. 붉은 사암 문설주를 따라 덩굴이 뻗어 있고, 덩굴 줄기에는 자연에서 발견되는 것처럼 구불구불한 잎과 꽃이 있으며, 얽힌 덩굴이 만나는 곳에 장미꽃 장식이 추가되어 있다. 더 넓은 띠에는 연꽃 뿌리줄기가 새겨져 있으며, 미묘하고 자연스러운 변형이 나타나는데, 연꽃은 모든 개화 단계로 묘사되어 있다고 퀸타닐라는 말한다.

## 2세기 CE 조각의 바수데바
이 시기 일부 조각들은 아바타라 개념이 나타나기 시작했음을 시사하는데, 비슈누의 네 가지 발현("차투르비유하") 이미지가 나타난다. 마투라 박물관의 유명한 "차투르뷰하 비슈누" 조각상은 바수데바(비슈누의 아바타라)와 판차라트라 체계의 브리슈니 씨족의 다른 구성원들인 상카르샤나, 프라디움나, 아니룻다를 하나의 구성으로 보여주려는 시도이며, 삼바는 빠져 있고, 바수데바가 다른 것들이 발산되는 중심 신이다. 부조의 뒷면은 카담바 나무 가지로 조각되어 있으며, 다른 신들 간의 관계를 상징적으로 보여준다. 비슈누의 묘사는 화려한 장신구와 장식된 머리 장식을 가진 장식된 보살 유형에서 양식적으로 파생되었다.
두 명의 쿠샨 제국 황제가 바수데바의 이름을 따서 명명되었다: 바수데바 1세 (서기 191–232년)와 바수데바 2세 (서기 275–300년).

## 콘다모투 부조의 바수데바 (서기 4세기)
바수데바는 서기 4세기로 거슬러 올라가는 안드라프라데시주 군투르구 콘다모투의 부조에 뚜렷하게 나타나는데, 이 부조는 나라심하 주변에 족보 순으로 서 있는 브리슈니 영웅들을 보여준다. 바수데바는 상카르샤나를 따르며, 왼쪽에서 두 번째로 상석에 위치하고 한 손은 아바야 무드라를, 다른 한 손은 허리에 소라껍데기를 들고 있다. 바수데바는 또한 왕관을 쓰고 있는데, 이는 그를 다른 인물들과 구별시킨다. 그 다음에는 활과 화살을 든 프라듐나, 술잔을 든 삼바, 그리고 칼과 방패를 든 아니룻다가 뒤따른다. 이들이 나라심하 주변에 서 있다는 사실은 이 시점에서 사트바타 숭배와 브리슈니 숭배의 융합을 시사한다.

## 바수데바에서 비슈누로의 전환 (서기 4세기–5세기)

### 도상학적 전환

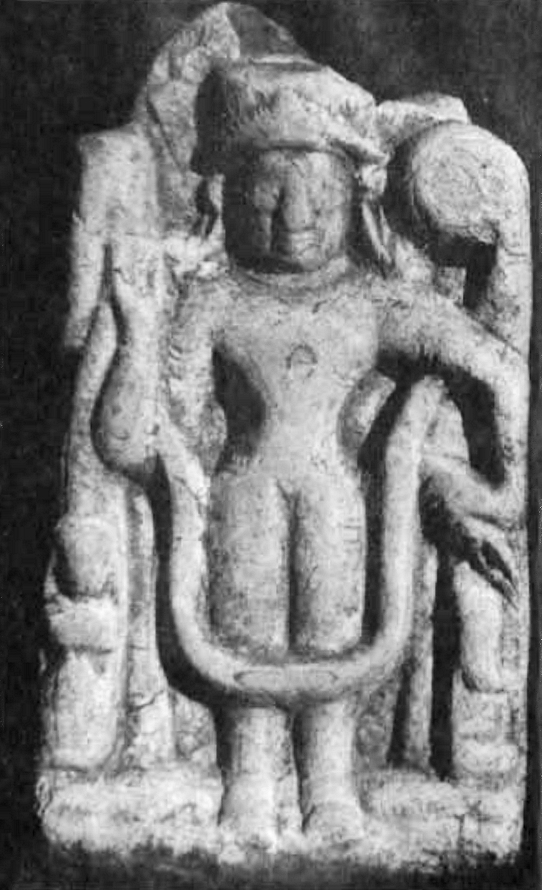
현재 바수데바로 재귀속된 작은 조각상 유형으로, 세 가지 속성을 지니고, 손은 아바야 무드라를 취하고 있으며, 광배가 없다, 3~4세기.

바수데바의 속성을 지닌 초기 조각상들은 오랫동안 비슈누에게 귀속되어 왔다. 그러나 현재는 비슈누 숭배를 위한 조각상들이 굽타 제국 시기인 서기 4세기부터 나타나기 시작했으며, 바수데바의 속성을 사용하되 어깨부터 광배를 추가한 비슈누 차투르부자("네 팔을 가진 비슈누") 조각상들이 등장한 것으로 여겨진다. 서기 4세기 이전의 조각상들은 바수데바에게 재귀속되었는데, 이 시기에 바수데바가 비슈누보다 훨씬 더 중요했던 것으로 보인다.
다른 비슈누 조각상들은 세 개의 머리(뒤에 네 번째 머리가 암시됨)를 가진 형태, 즉 비슈누 바이쿤타 차투르무르티 또는 차투르뷰하("네 가지 발현") 유형을 보여주는데, 이 유형에서 비슈누는 인간의 머리를 가지고 있으며, 그의 광배 위에 그의 아바타라인 멧돼지(바라하)의 주둥이와 사자(나라심하)의 머리가 양쪽에 배치되어 있다. 이들은 그의 가장 중요하고 오래된 아바타라 중 두 가지이다. 최근 학설은 이러한 "비슈누" 조각상들이 최고신 비슈누 자신보다는 발현된 바수데바 크리슈나를 중앙의 인간 형상 신으로 여전히 보여주고 있다고 본다.

### 신학적 전환
수세기 동안, 바수데바 숭배는 비슈누파로 변모했다. 전반적으로, "비슈누파 힌두교는 기원전 4세기 바수데바-크리슈나 숭배에서 유래하여, 서기 2세기에 나라야나 숭배에 접목되었다고 여겨진다. 서기 4세기경에는 비슈누의 중요성이 크게 증가했다. 그는 이제 트리무르티, 즉 브라흐마, 비슈누, 시바의 우주적 삼신조의 일원으로 여겨졌다."
서기 4~5세기부터 바수데바-크리슈나는 비슈누 및 나라야나와 동일시되고, 고팔라 크리슈나와 융합된다:
칼리다사의 카비야에서 우리는 바수데바-크리슈나가 비슈누 및 나라야나와 동일시될 뿐만 아니라 크르슈나가 고팔라-크리슈나로도 불리는 것을 발견한다. 그는 야무나의 뱀 칼리야로부터 카우스투바 보석을 얻었고, "무지개로 장식된 구름을 닮은 공작 깃털을 착용하며", 그의 아내는 루크미니이고 그의 형제는 발라라마이다. — 라드하카말 무커지

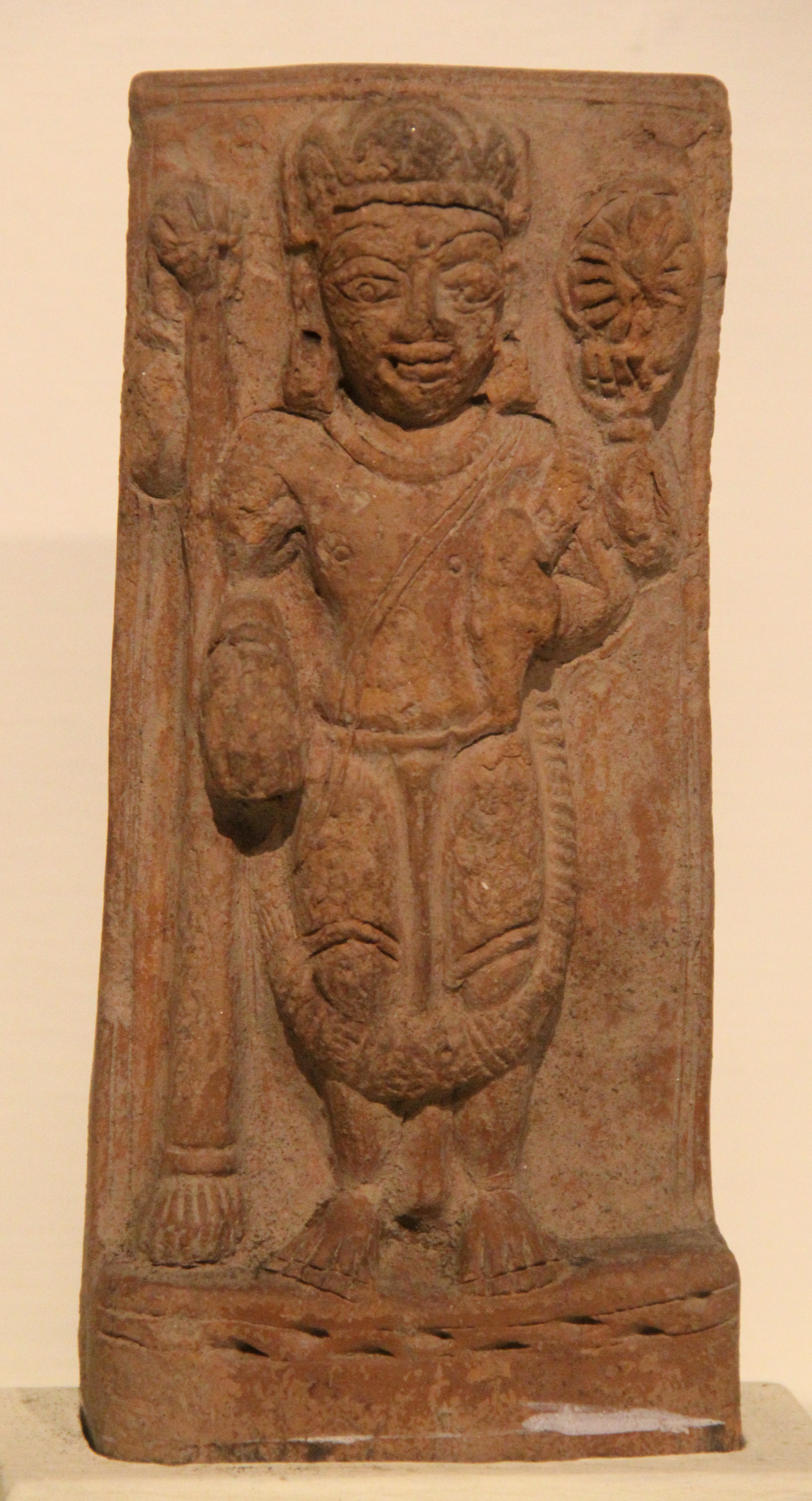
네 가지 속성을 지닌 바수데바, 광배 없음, 테라코타
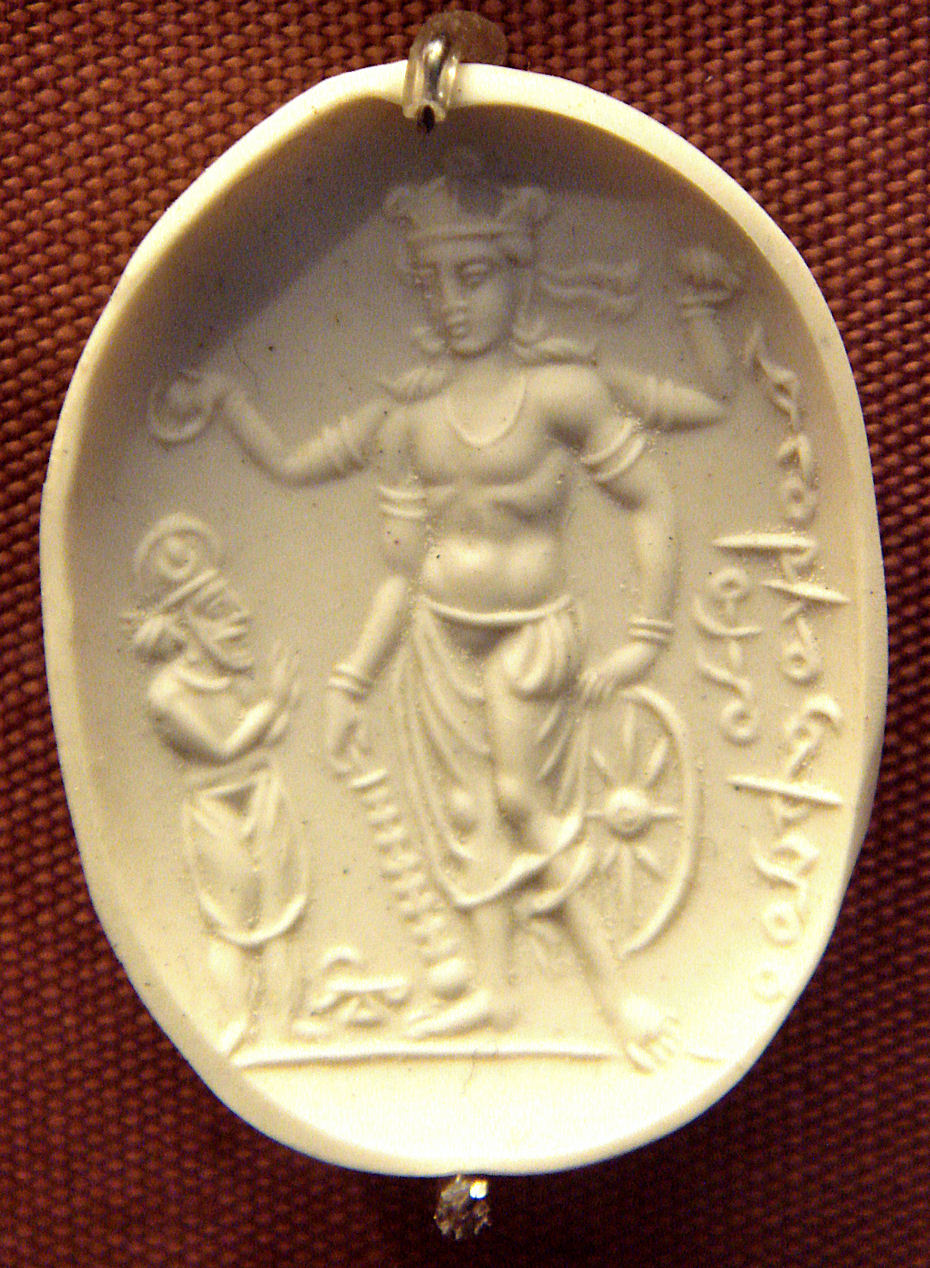
서기 4세기, 간다라의 비슈누 니콜로 봉인은 가다, 차크라, 바퀴, 연꽃을 들고 있는 바수데바를 묘사했을 수 있다. 비슈누보다는 바수데바일 가능성이 높다.[note 1]
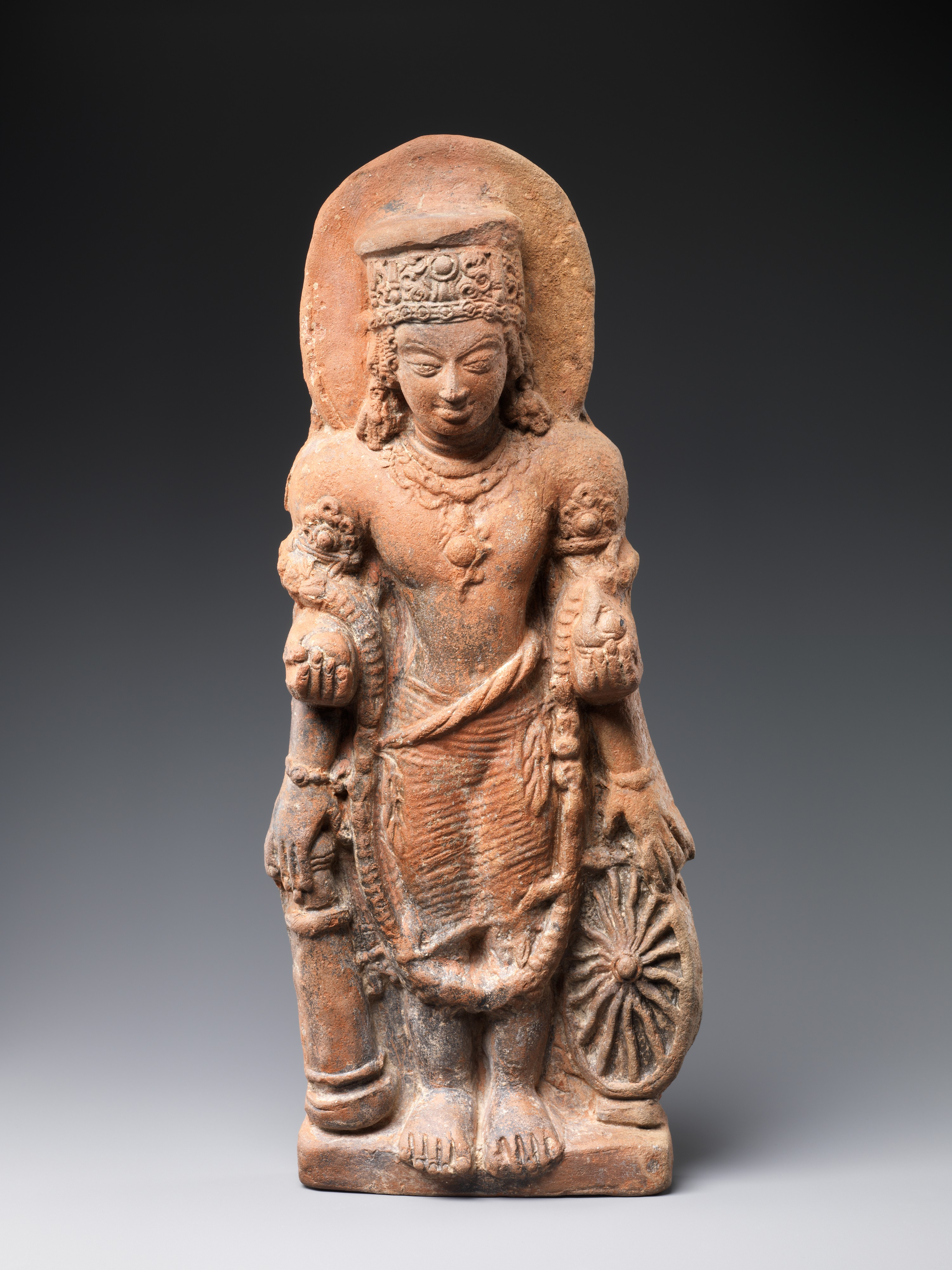
바수데바의 속성을 사용하여 광배를 추가한 비슈누 차투라나나("네 팔을 가진") 조각상 (서기 5세기)
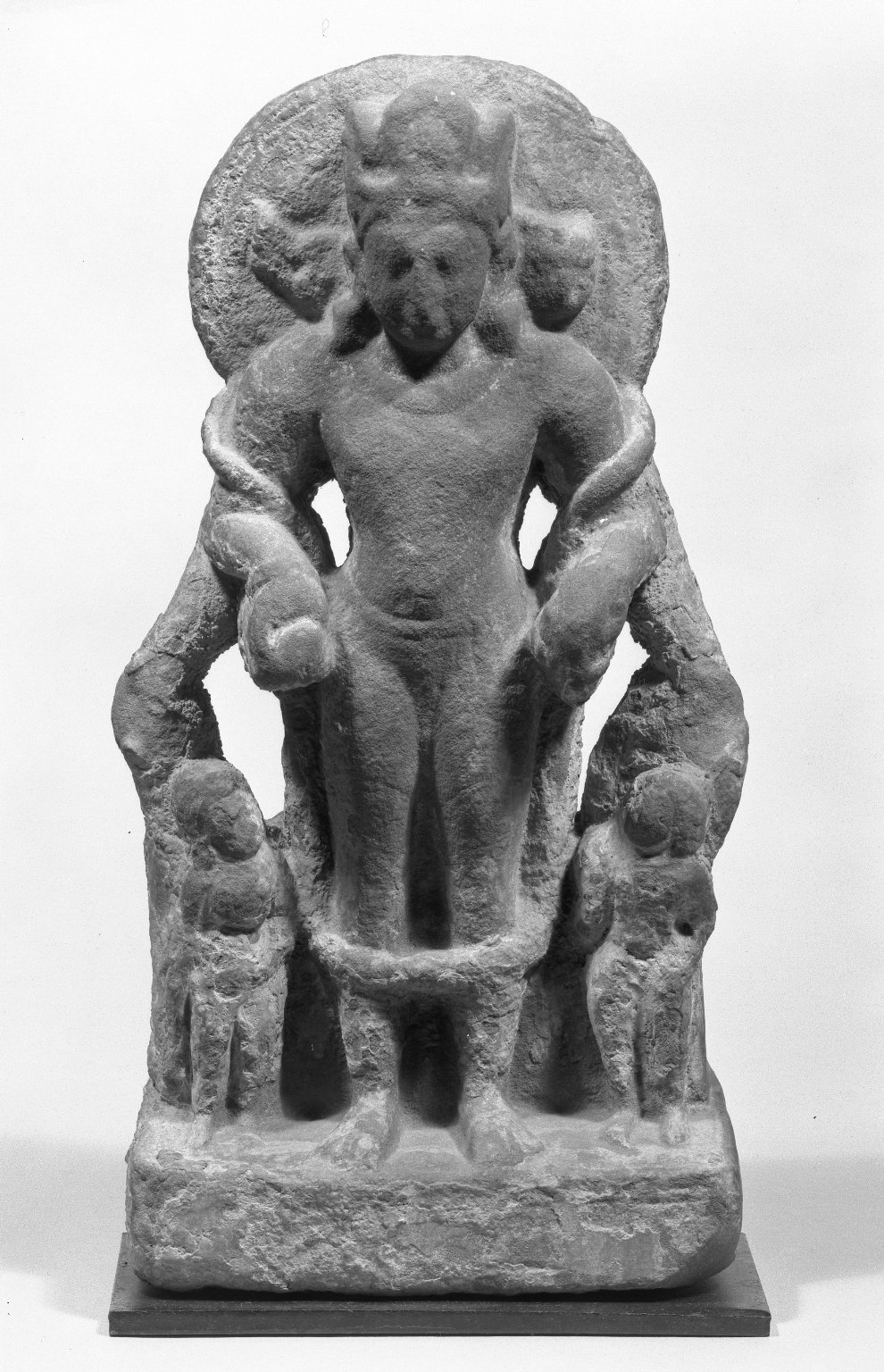
네 얼굴, 네 팔을 가진 비슈누 바이쿤타 차투르무르티, 여전히 바수데바 크리슈나가 중앙 인간 형상 신으로 나타남, 4~5세기, 마투라
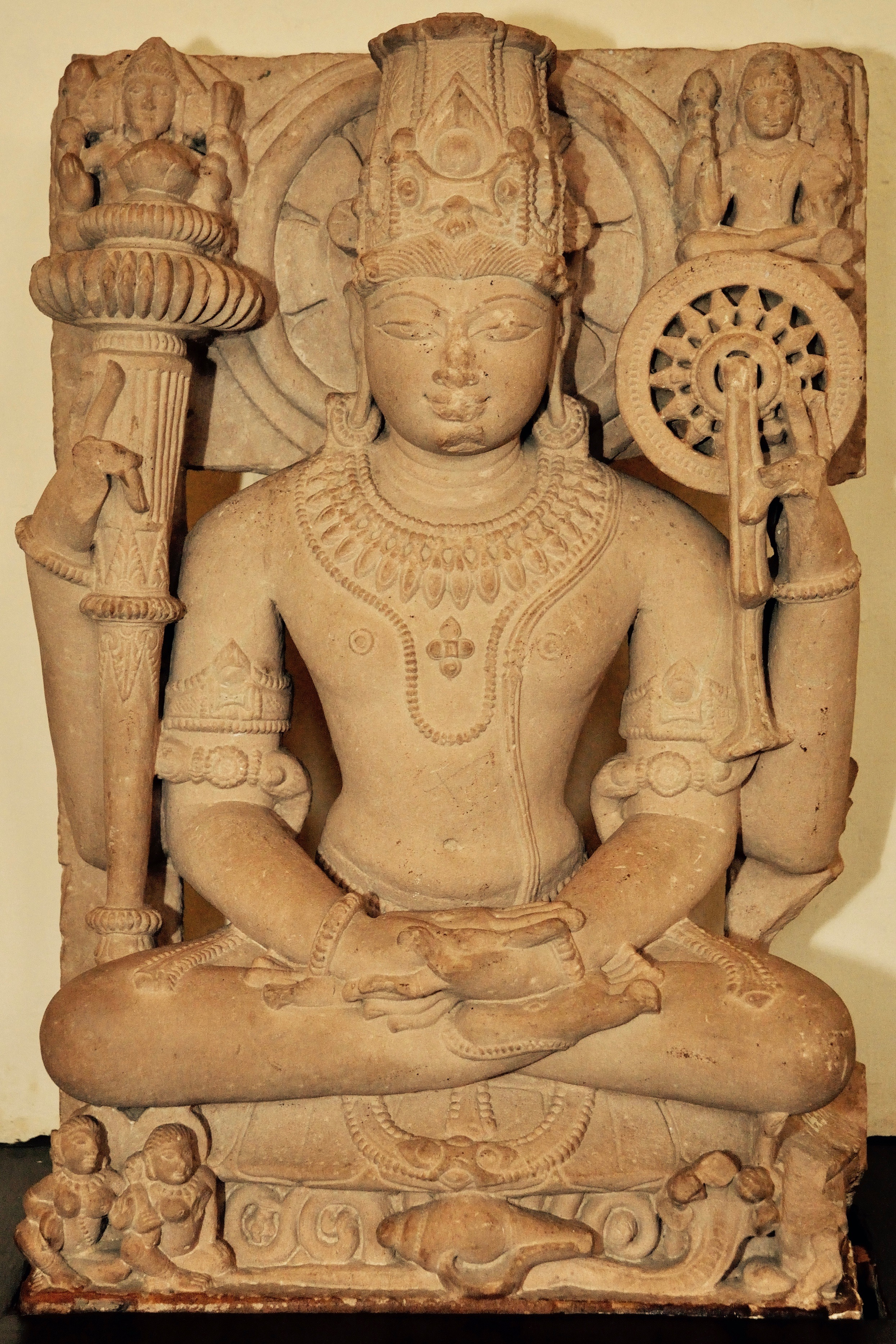
명상 중인 네 팔을 가진 좌상 비슈누 (광배 포함), 중세 시대

## 데오가르의 바수데바 (서기 6세기)

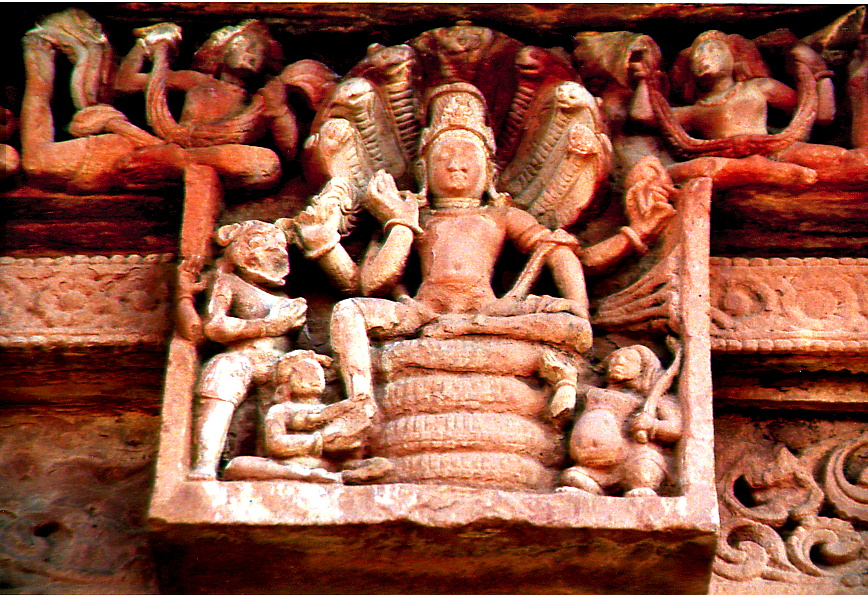
데오가르에 있는 바수데바의 묘사. 그는 바퀴와 소라껍데기를 들고 아바야 무드라로 인사한다.

데오가르의 다샤바타라 사원은 비슈누 다르모타라 푸라나에 묘사된 상징적인 건축 양식의 사원 구조와 밀접하게 관련되어 있으며, 비슈누의 네 가지 주요 발현인 바수데바, 상카르샤나, 프라디움나, 아니루다의 묘사를 중심으로 하는 차투르비유하 개념과 판차라트라 교리의 건축적 표현으로 해석될 수 있다. 루보츠키에 따르면, 입구는 비슈누의 바수데바 측면에 헌정되었을 가능성이 높으며, 아난타샤야나 측면은 창조자로서의 역할(아니루다), 나라-나라야나 측면의 현자 형태는 우주적 존재에서 보존 및 유지자 역할(프라듐나), 가젠드라모크샤 측면은 파괴자로서의 역할(상카르샤나)을 나타낸다.

## 바수데브
오늘날까지 바수데브라고 알려진 종교적 탁발자 집단은 크리슈나의 화신으로 여겨지는 사람들이다.
"바수데브(Vasudevs), 즉 마을의 탁발자들은 마을 사람들로부터 얻는 자선으로 생활한다. 이 예술 형식이 유래한 종교적 숭배는 기원전 4세기부터 존재했던 바수데바-크리슈나의 숭배였다. 그것은 기원전 1세기 이후에야 인기를 얻었으며, 이후 몇 세기 동안 비슈누파의 더 넓은 종교적 틀에 흡수되었다."— 나라야나 메논

## 헌신
바수데바를 숭배하는 인기 있는 짧은 기도문은 드바다사크샤리("12음절 만트라")이며, "옴 나모 바가바테 바수데바야" (listen (도움말·정보)) (데바나가리 문자: ॐ नमो भगवते वासुदेवाय)라는 구절의 암송으로 구성되어 있다. 이는 가장 인기 있는 힌두 만트라 중 하나이자 비슈누파에서 가장 중요한 만트라 중 하나이다. 이는 "옴, 나는 주 바수데바께 절한다"는 의미로, 크리슈나 또는 비슈누로 다양하게 이해된다.

## 같이 보기
- 라다 크리슈나
- 파라 바수데바
- 바가바드 기타
- 바가바타 푸라나

### 설명주
1. ↑  "A much better known «syncretistic» image is the one depicted on a well-known «nicolo» seal (....) Ghirshman thought of a composite deity (Mihira-Visnu-Siva, Ibidem: 55-58), although an identification with the god Vāsudeva is perhaps more likely (Mitterwallner 1986: 10)"[72]

### 참조주
1. 1 2 3 4 5 6 7  Singh, Upinder (2008). 《A History of Ancient and Early Medieval India: From the Stone Age to the 12th Century》 (영어). Pearson Education India. 436–438쪽. ISBN 978-81-317-1120-0.
2. ↑  Osmund Bopearachchi, Emergence of Viṣṇu and Śiva Images in India: Numismatic and Sculptural Evidence, 2016.
3. ↑  Srinivasan, Doris (1997). 《Many Heads, Arms, and Eyes: Origin, Meaning, and Form of Multiplicity in Indian Art》 (영어). BRILL. 215쪽. ISBN 978-90-04-10758-8.
4. ↑  Raychaudhuri 1972, 124쪽
5. 1 2 3  "While the earliest piece of evidence do not yet use the name Krsna...." in Austin, Christopher R. (2019). 《Pradyumna: Lover, Magician, and Son of the Avatara》 (영어). Oxford University Press. 23쪽. ISBN 978-0-19-005411-3.
6. ↑  At the time of the Heliodorus pillar dedication to Vāsudeva in 115 BCE: "The real question, however, remains: was Vãsudeva already identified with Krsna?" Puskás, Ildikó (1990). “Magasthenes and the "Indian Gods" Herakles and Dionysos”. 《Mediterranean Studies》 2: 43. ISSN 1074-164X. JSTOR 41163978.
7. 1 2 3  Flood, Gavin D. (1996). 《An Introduction to Hinduism》 (영어). Cambridge University Press. 119–120쪽. ISBN 978-0-521-43878-0.
8. 1 2  Vāsudeva and Krishna "may well have been kings of this dynasty as well" in Rosenfield, John M. (1967). 《The Dynastic Arts of the Kushans》 (영어). University of California Press. 151–152 and Fig.51쪽.
9. 1 2 3  Williams, Joanna Gottfried (1981). 《Kalādarśana: American Studies in the Art of India》 (영어). BRILL. 129쪽. ISBN 978-90-04-06498-0.
10. 1 2 3 4 5  Paul, Pran Gopal; Paul, Debjani (1989). “Brahmanical Imagery in the Kuṣāṇa Art of Mathurā: Tradition and Innovations”. 《East and West》 39 (1/4): 132–136, for the photograph p.138. ISSN 0012-8376. JSTOR 29756891.
11. ↑  Smagur, Emilia. “Vaishnavite Influences in the Kushan Coinage, Notae Numismaticae- Zapiski Numizmatyczne, X (2015)” (영어): 67.
12. ↑  "The theistic religious movement centered on bhakti for the deified Vṛṣṇi hero Vāsudeva, who is not mentioned in any early text. With the decline of Vedism, the movement emerged as a significant force. Strangely, the available evidence shows that the worship of Vāsudeva, and not that of Viṣṇu, marks the beginning of what we today understand by Vaiṣṇavism." in Eliade, Mircea; Adams, Charles J. (1987). 《The Encyclopedia of religion》 (영어). Macmillan. 168쪽. ISBN 978-0-02-909880-6.
13. ↑  Doris Srinivasan (1997). 《Many Heads, Arms, and Eyes: Origin, Meaning, and Form of Multiplicity in Indian Art》. BRILL Academic. 211–220, 236쪽. ISBN 90-04-10758-4.
14. ↑  Gavin D. Flood (1996). 《An Introduction to Hinduism》. Cambridge University Press. 119–120쪽. ISBN 978-0-521-43878-0.
15. ↑  Christopher Austin (2018).  Diana Dimitrova and Tatiana Oranskaia, 편집. 《Divinizing in South Asian Traditions》. Taylor & Francis. 30–35쪽. ISBN 978-1-351-12360-0.
16. ↑  Malpan, Varghese (1992). 《A Comparative Study of the Bhagavad-gītā and the Spiritual Exercises of Saint Ignatius of Loyola on the Process of Spiritual Liberation》 (영어). Gregorian Biblical BookShop. 57–58쪽. ISBN 978-88-7652-648-0.
17. ↑  "The affix vun comes in the sense of "this is his object of veneration" after the words 'Vâsudeva' and 'Arjuna'", giving Vâsudevaka and Arjunaka. Source: Aṣṭādhyāyī 2.0 Panini 4-3-98
18. 1 2 3 4 5  《Approaches to Iconology》 (영어). Brill Archive. 1985. 41쪽. ISBN 978-90-04-07772-0.
19. ↑  Malpan, Varghese (1992). 《A Comparative Study of the Bhagavad-gītā and the Spiritual Exercises of Saint Ignatius of Loyola on the Process of Spiritual Liberation》 (영어). Gregorian Biblical BookShop. 58쪽. ISBN 978-88-7652-648-0.
20. 1 2 3  Curta, Florin; Holt, Andrew (2016). 《Great Events in Religion: An Encyclopedia of Pivotal Events in Religious History [3 volumes]》 (영어). ABC-CLIO. 271쪽. ISBN 978-1-61069-566-4.
21. ↑  At the time of the Heliodorus pillar dedication to Vāsudeva in 115 BCE: "The real question, however, remains: was Vãsudeva already identified with Krsna?" Puskás, Ildikó (1990). “Magasthenes and the "Indian Gods" Herakles and Dionysos”. 《Mediterranean Studies》 2: 43. ISSN 1074-164X. JSTOR 41163978.
22. ↑  Fortson (2004:116f)
23. ↑  Gupta, Vinay K. (January 2019). 《Vrishnis in Ancient Literature and Art》. 《Indology's Pulse Arts in Context, Doris Meth Srinivasan Festschrift Volume, Eds. Corinna Wessels Mevissen and Gerd Mevissen with Assistance of Vinay Kumar Gupta》 (영어). 70–72쪽.
24. ↑  Hastings 2003, 540–42쪽
25. ↑  SINGH, R.R. (2007). 《Bhakti And Philosophy》. Lexington Books. ISBN 978-0-7391-1424-7. :p. 10: "[Panini's] term Vāsudevaka, explained by the second century B.C commentator Patanjali, as referring to 'the follower of Vāsudeva, God of gods.'"
26. ↑  Srinivasan, Doris (1979). 《Early Vaiṣṇava Imagery: Caturvyūha and Variant Forms》. 《Archives of Asian Art》 32. 50쪽. JSTOR 20111096.
27. ↑  Joanna Gottfried Williams (1981). 《Kalādarśana: American Studies in the Art of India》. BRILL. 127–131쪽. ISBN 90-04-06498-2.
28. 1 2  Srinivasan, Doris (1979). 《Early Vaiṣṇava Imagery: Caturvyūha and Variant Forms》. 《Archives of Asian Art》 32. 51쪽. ISSN 0066-6637. JSTOR 20111096.
29. ↑  Subburaj, V.V.K. (2004). 《Basic Facts of General Knowledge》 (영어). Sura Books. 68쪽. ISBN 978-81-7254-234-4.
30. 1 2  Singh, Upinder (2008). 《A History of Ancient and Early Medieval India: From the Stone Age to the 12th Century》 (영어). Pearson Education India. 439쪽. ISBN 978-81-317-1677-9.
31. ↑  “Lord Balaram, the source of the Vishnu Murtis”. 《ISKCON Vrindavan》. 2019년 8월 8일. 2020년 11월 3일에 확인함.
32. ↑  "Gentleness and strength are associated with Vāsudeva, knowledge with Samkarsana, (Narasimha) female power with Pradyumna (Varaha) and ferociousness and sovereignty with Aniruddha (Kapila)." Kamalakar, G.; Veerender, M. (1993). 《Vishnu in Art, Thought & Literature》 (영어). Birla Archeological & Cultural Research Institute. 92쪽.
33. ↑  Hastings 2003, 540쪽
34. ↑  KLOSTERMAIER, Klaus K. (2005). 《A Survey of Hinduism》. State University of New York Press; 3 edition. 206쪽. ISBN 0-7914-7081-4. Present day Krishna worship is an amalgam of various elements. According to historical testimonies Krishna-Vāsudeva worship already flourished in and around Mathura several centuries before Christ. A second important element is the cult of Krishna Govinda. Still later is the worship of Bala-Krishna, the Divine Child Krishna - a quite prominent feature of modern Krishnaism. The last element seems to have been Krishna Gopijanavallabha, Krishna the lover of the Gopis, among whom Radha occupies a special position. In some books Krishna is presented as the founder and first teacher of the Bhagavata religion.
35. ↑  BASHAM, A. L. 《Review:Krishna: Myths, Rites, and Attitudes. by Milton Singer; Daniel H. H. Ingalls, The Journal of Asian Studies, Vol. 27, No. 3 (May, 1968), pp. 667-670》. JSTOR 2051211.
36. 1 2  Bryant, Edwin Francis (2007). 《Krishna: A Sourcebook》 (영어). Oxford University Press. 5–6쪽. ISBN 978-0-19-803400-1.
37. 1 2  Arrian, Tr. E. Iliff Robson (1933). 《Anabasis Alexandri, Book VIII (Indica)》. 2021년 9월 24일에 확인함.
38. ↑  Ghosh, A. (1967). 《Indian Archaeology 1963-64, A Review》. ASI. 17쪽. doi:10.5281/zenodo.3416858.
39. ↑  Archaeological Survey Of India (1965). 《Indian Archaeology -- A Review 1964-65》. 19–20, BSN–3쪽. doi:10.5281/zenodo.1442629.
40. ↑  Barnett, Lionel (2017). 《Hindu Gods and Heroes》 (영어). Jovian Press. 40쪽. ISBN 978-1-5378-1391-2.
41. ↑  Falk, Harry. 《Greek style dedications》 (영어). 40쪽.
42. ↑  Blurton, T. Richard (1993). 《Hindu Art》 (영어). Harvard University Press. 50쪽. ISBN 978-0-674-39189-5.
43. ↑  Ghosh, A. (1967). 《Indian Archaeology 1963-64, A Review》. ASI. 17쪽. doi:10.5281/zenodo.3416858.
44. ↑  Archaeological Survey Of India (1965). 《Indian Archaeology -- A Review 1964-65》. 19–20, BSN–3쪽. doi:10.5281/zenodo.1442629.
45. 1 2  Charles Allen 2017, 169–170쪽.
46. ↑  Joanna Gottfried Williams (1981). 《Kalādarśana: American Studies in the Art of India》. BRILL Academic. 129–130쪽. ISBN 90-04-06498-2.
47. 1 2  Mirashi 1981, 131–134쪽.
48. ↑  Edwin F. Bryant (2007). 《Krishna: A Sourcebook》. Oxford University Press. 18 note 19쪽. ISBN 978-0-19-972431-4.
49. ↑  Vincent Lefèvre (2011). 《Portraiture in Early India: Between Transience and Eternity》. BRILL Academic. 33, 85–86쪽. ISBN 978-90-04-20735-6.
50. ↑  Burgess, Jas (1883). 《Report On The Elura Cave Temples And The Brahmanical And Jaina Caves In Western India》. 60–61쪽.
51. ↑  Srinivasan, Doris (1997). 《Many Heads, Arms, and Eyes: Origin, Meaning, and Form of Multiplicity in Indian Art》 (영어). BRILL. 215쪽. ISBN 978-90-04-10758-8.
52. ↑  D. R. Bhandarkar, Hathi-bada Brahmi Inscription at Nagari, Epigraphia Indica Vol. XXII, Archaeological Survey of India, pages 198-205
53. ↑  Doris Srinivasan (1997). 《Many Heads, Arms, and Eyes: Origin, Meaning, and Form of Multiplicity in Indian Art》. BRILL Academic. 214–215 with footnotes쪽. ISBN 90-04-10758-4.
54. ↑  Jason Neelis (2010). 《Early Buddhist Transmission and Trade Networks: Mobility and Exchange Within and Beyond the Northwestern Borderlands of South Asia》. BRILL Academic. 271–272쪽. ISBN 978-90-04-18159-5.
55. ↑  Quintanilla, Sonya Rhie (2007). 《History of Early Stone Sculpture at Mathura: Ca. 150 BCE - 100 CE》 (영어). BRILL. 171쪽. ISBN 978-90-04-15537-4.
56. ↑  Richard Salomon 1998, 87–88쪽.
57. ↑  Ramaprasad Chanda 1920, 170쪽.
58. 1 2  Upinder Singh 2008, 437쪽.
59. ↑  Ramaprasad Chanda 1920, 169–173쪽.
60. ↑  Quintanilla, Sonya Rhie (2007). 《History of Early Stone Sculpture at Mathura: Ca. 150 BCE - 100 CE》 (영어). BRILL. 205쪽. ISBN 978-90-04-15537-4.
61. 1 2  Sonya Rhie Quintanilla 2007, 205–206쪽.
62. ↑  Ramesh Chandra Sharma 1994, 72쪽.
63. ↑  Bautze-Picron, Claudine (2013). 《A neglected Aspect of the Iconography of Viṣṇu and other Gods and Goddesses》. 《Journal of the Indian Society of Oriental Arts》. XXVIII-XXIX. 81–92쪽.
64. ↑  Coins of India Calcutta : Association Press; New York : Oxford University Press, 1922
65. 1 2 3 4 5  Gupta, Vinay K. (January 2019). 《Vrishnis in Ancient Literature and Art》. 《Indology's Pulse Arts in Context, Doris Meth Srinivasan Festschrift Volume, Eds. Corinna Wessels Mevissen and Gerd Mevissen with Assistance of Vinay Kumar Gupta》 (영어). 74–75쪽.
66. 1 2  Austin, Christopher R. (2019). 《Pradyumna: Lover, Magician, and Son of the Avatara》 (영어). Oxford University Press. 27쪽. ISBN 978-0-19-005411-3.
67. ↑  Srinivasan, Doris (1997). 《Many Heads, Arms, and Eyes: Origin, Meaning, and Form of Multiplicity in Indian Art》 (영어). BRILL. 217쪽. ISBN 978-90-04-10758-8.
68. 1 2 3 4 5 6 7 8 9  For English summary, see page 80 Schmid, Charlotte (1997). 《Les Vaikuṇṭha gupta de Mathura: Viṣṇu ou Kṛṣṇa?》. 《Arts Asiatiques》 52. 60–88쪽. doi:10.3406/arasi.1997.1401.
69. 1 2  "Because they date to a period when the Pancharatra sect was most influential, these two images are probably best identified as Chaturvyuha (or Four-Vyuha) Vishnu. The central face is that of Vishnu's most supreme, most transcendent vyuha, or emanation, known as Vāsudeva. The subsequent, less abstract vyuhas, in the form of a lion and a boar, appear at either side, with another vyuha implied at the back. The positions of the lion and boar heads differ in these two pieces, indicating that there was some disagreement about the way the viewer should read such an icon." “Brooklyn Museum”. 《www.brooklynmuseum.org》.
70. ↑  "The origin of Vaiṣṇavism as a theistic sect can by no means be traced back to the Ṛgvedic god Viṣṇu. In fact, Vaiṣṇavism is in no sense Vedic in origin. (...) Strangely, the available evidence shows that the worship of Vāsudeva, and not that of Viṣṇu, marks the beginning of what we today understand by Vaiṣṇavism. This Vāsudevism, which represents the earliest known phase of Vaiṣṇavism, must already have become stabilized in the days of Pāṇini (sixth to fifth centuries bce)." in Eliade, Mircea; Adams, Charles J. (1987). 《The Encyclopedia of religion》 (영어). Macmillan. 168쪽. ISBN 978-0-02-909880-6.
71. 1 2  Mukerjee, Radhakamal; Madan, Gurmukh Ram; Gupta (2006). 《A History of Indian Civilization: Ancient and classical traditions》 (영어). Radha Publications. 242쪽. ISBN 978-81-7487-402-3.
72. ↑  《Silk Road Art and Archaeology: Journal of the Institute of Silk Road Studies, Kamakura》 (영어). The Institute. 1994. 170쪽.
73. 1 2 3  Lubotsky, Alexander (1996). 《The Iconography of the Viṣṇu Temple at Deogarh and the Viṣṇudharmottarapurāṇa》. 《Ars Orientalis》 26. 65–80쪽. ISSN 0571-1371. JSTOR 4629500.
74. ↑  Menon, Narayana (1983). 《The performing arts》 (영어). Humanities Press. 112쪽. ISBN 978-0-391-02917-0.
75. ↑  Swami Krishnananda. “The Significance of Mantra-Japa Sadhana”. swami-krishnananda.org. 2012년 4월 14일에 확인함.
76. ↑  J. Donald Walters (2002년 3월 1일). 《The Art and Science of Raja Yoga: Fourteen Steps to Higher Awareness: Based on the Teachings of Paramhansa Yogananda》. Crystal Clarity Publishers. 251–쪽. ISBN 978-1-56589-166-1. 2012년 6월 24일에 확인함.

## 더 읽어보기
- Charles Allen (2017), 〈6〉, 《Coromandel: A Personal History of South India》, Little Brown, ISBN 978-1-4087-0539-1
- Mirashi, Vasudev Vishnu (1981), 《History and Inscriptions of the Satavahanas: The Western Kshatrapas》, Maharashtra State Board for Literature and Culture
- Fortson, Benjamin W. IV (2004). 《Indo-European Language and Culture》. Blackwell Publishing. ISBN 1-4051-0316-7.
- Hastings, James Rodney (2003). 《Encyclopedia of Religion and Ethics》 4. John A Selbie 2판. Edinburgh: Kessinger Publishing, LLC. 476쪽. ISBN 0-7661-3673-6. 2008년 5월 3일에 확인함. The encyclopedia will contain articles on all the religions of the world and on all the great systems of ethics. It will aim at containing articles on every religious belief or custom, and on every ethical movement, every philosophical idea, every moral practice.
- Hein, Norvin. 《A Revolution in Kṛṣṇaism: The Cult of Gopāla: History of Religions, Vol. 25, No. 4 (May, 1986), pp. 296-317》. JSTOR 1062622.
- SINGER, Milton (1900). 《Krishna Myths Rites & Attitudes》. UNIVERSITY OF CHICAGO. ISBN 0-313-22822-1.
- Delmonico, N. (2004). 《The History Of Indic Monotheism And Modern Chaitanya Vaishnavism》. 《The Hare Krishna Movement: The Postcharismatic Fate of a Religious Transplant》 (Columbia University Press). ISBN 978-0-231-12256-6. 2008년 4월 12일에 확인함.
- Mahony, W.K. (1987). 《Perspectives on Krsna's Various Personalities》. 《History of Religions》 26. 333–335쪽. doi:10.1086/463085. JSTOR 198702. S2CID 164194548.
- BHATTACHARYA, Gouriswar: Vanamala of Vasudeva-Krsna-Visnu and Sankarsana-Balarama. In: Vanamala. Festschrift A.J. Gail. Serta Adalberto Joanni Gail LXV. diem natalem celebranti ab amicis collegis discipulis dedicata. Gerd J.R. Mevissen et Klaus Bruhn redigerunt. Berlin 2006; pp. 9–20.
- COUTURE, André: The emergence of a group of four characters (Vasudeva, Samkarsana, Pradyumna, and Aniruddha) in the Harivamsa: points for consideration. Journal of Indian Philosophy 34,6 (2006) 571–585.
- NP Chakravarti (1942). 《Epigraphia Indica, Vol. XXIV》. Archaeological Survey of India.
- Ramaprasad Chanda (1920). 《Archaeology and Vaishnava Tradition in MASI, No. 5》. Archaeological Survey of India. OCLC 715446015.
- Heinrich Lüders; Klaus Ludwig Janert (1961), 《Mathurā inscriptions》, Göttingen : Vandenhoeck & Ruprecht, OCLC 717966622
- Sonya Rhie Quintanilla (2007). 《History of Early Stone Sculpture at Mathura: ca. 150 BCE - 100 CE》. BRILL Academic. ISBN 978-90-04-15537-4.
- Raychaudhuri, Hemchandra (1972). 《Political History of Ancient India》. Calcutta: University of Calcutta. Originally published in 1923.
- Sahni, Daya Ram (1917). 《Annual Progress Report of the Superintendent, Hindu and Buddhist Monuments, North Circle》. 《Issues for 1920-1921 Have Title:annual Progress Report of the Superintendent, Archæological Survey, Hindu and Buddhist Monuments, Northern Circle, for the Year Ending》 (Government Press Punjab, Lahore). hdl:2027/uc1.c2999464.
- Richard Salomon (1998). 《Indian Epigraphy: A Guide to the Study of Inscriptions in Sanskrit, Prakrit, and the other Indo-Aryan Languages》. Oxford University Press. ISBN 978-0-19-535666-3.
- Ramesh Chandra Sharma (1994). 《The Splendour of Mathurā Art and Museum》. DK Printworld. ISBN 978-81-246-0015-3.
- Upinder Singh (2008). 《A History of Ancient and Early Medieval India: From the Stone Age to the 12th Century》. Pearson Education India. ISBN 978-81-317-1120-0.
- Joanna Williams (1982). 《The Art of Gupta India: Empire and Province》. Princeton University Press. ISBN 978-0-691-10126-2.
- Michael Willis (2000). 《Buddhist Reliquaries from Ancient India》. British Museum Press. ISBN 978-0-7141-1492-7.